# U–218
Az U–218 tengeralattjárót a német haditengerészet rendelte a kieli F. Krupp Germaniawerft AG-tól 1940. február 16-án. A hajót 1942. január 24-én állították szolgálatba. Tíz harci küldetése során két hajót elsüllyesztett, kettőt megrongált. Összvízkiszorításuk 14 884 tonna volt.

## Pályafutása
1942. szeptember 11-én az U–218 egyik torpedója eltalálta a norvég Fjordaast az Atlanti-óceán északi részén. A hajó súlyosan megsérült, de nem süllyedt el, és négy nap múlva megérkezett Clyde-ba. Szeptember 12-én a tengeralattjárót megtámadta az ON–127-es konvoj kísérete, és olyan súlyos sérüléseket okozott, hogy a búvárhajó kénytelen volt visszatérni Brestbe javításra. Két hónappal később, november 15-én az U–218 megpróbált megtorpedózni egy szövetséges rombolót, de repülők és felszíni hajók támadtak rá, és a tengeralattjáró ismét olyan károkat szenvedett el, hogy visszafordult franciaországi bázisa felé.
1943. május 22-én felszíni hajók támadták az U–218-ast, augusztus 2-án pedig egy Vickers Wellington dobott mélységi bombákat rá. A támadásban hat német tengerész megsebesült, ezért a búvárhajó félbeszakította aknarakó küldetését. 1943. november 5-én az U–218 elsüllyesztette a Beatrice Beck szkúnert 170 kilométerre Barbadostól nyugatra. A hajó tőkehalat szállított. A teljes legénység, 13 ember életét vesztette.
1944. június 13-án  hatvan órán át vadásztak a szövetséges hajók a tengeralattjáróra. Július 6-án az HMS Empire Halberd ráfutott egy aknára, amelyet az U–218 telepített. A partra szállító hajó megsérült, de 1944 őszén már visszatért a szolgálatba. 1945. április 20-án egy gőzzel hajtott halászhajó, az Ethel Crawford futott a tengeralattjáró aknájára. A hajó fedélzetén tartózkodó tíz ember meghalt.
1945. május 12-én a tengeralattjáró Bergennél megadta magát. 1945. június 2-án megérkezett a német tengeralattjárók egyik gyűjtőpontjára, Loch Ryanbe. A szövetségesek Deadlight hadművelete során december 4-én elsüllyesztették.

## Kapitány
| Név             | Kezdőnap         | Zárónap         |
| --------------- | ---------------- | --------------- |
| Richard Becker  | 1942. január 24. | 1944. augusztus |
| Rupprecht Stock | 1944. augusztus  | 1945. május 12. |

## Őrjárat
| Indulás      | Indulónap            | Érkezés | Zárónap              |
| ------------ | -------------------- | ------- | -------------------- |
| Kristiansand | 1942. augusztus 28.  | Brest   | 1942. szeptember 29. |
| Brest        | 1942. október 25.    | Brest   | 1942. november 21.   |
| Brest        | 1943. január 7.      | Brest   | 1943. április 19.    |
| Brest        | 1943. április 18.    | Brest   | 1943. július 23.     |
| Brest        | 1943. július 29.     | Brest   | 1943. augusztus 6.   |
| Brest        | 1943. szeptember 19. | Brest   | 1943. december 8.    |
| Brest        | 1944. február 12.    | Brest   | 1944. május 7.       |
| Brest        | 1944. június 13.     | Brest   | 1944. július 10.     |
| Brest        | 1944. augusztus 10.  | Horten  | 1945. március 20.    |
| Brest        | 1945. március 22.    | Horten  | 1945. május 8.       |

## Elsüllyesztett hajók
| Nap                  | Hajó                 | Nemzetisége        | Vízkiszorítása (brt |
| -------------------- | -------------------- | ------------------ | ------------------- |
| 1942. szeptember 11. | Fjordaas*            | Norvégia           | 7361                |
| 1943. november 5.    | Beatrice Beck        | Egyesült Királyság | 146                 |
| 1944. július 6.      | HMS Empire Halberd** | Egyesült Királyság | 7177                |
| 1945. április 20.    | Ethel Crawford       | Egyesült Királyság | 200                 |

* A hajó megrongálódott, de nem süllyedt el

** Hadihajó, amelyik megrongálódott, de nem süllyedt el